# N.F. Larsen
Niels Frederik Larsen (født 2. december 1814 i København, død 26. december 1881 sammesteds) var en dansk handskemager og politiker.

## Uddannelse og ægteskab
Han blev født i København, hvor faderen, Niels Larsen (ca. 1773-1824), var skræddermester; moderen var Ane Birgitte født Angel (1783-1828). Hjemmet var efter faderens død i 1824 så fattigt, at Larsen måtte ombytte Nicolai Kirkeskole med Opfostringshuset. 1829 blev han konfirmeret, kom så i handskemagerlære, blev svend 1836 og begav sig året efter på vandring. Han kom på den til Tyskland, Ungarn og Norditalien og var borte i fem år. Efter hjemkomsten etablerede han sig 1843 i København, og 7. juli samme år ægtede han i Sankt Petri Kirke Marie Henriette Bormann (27. november 1817 i Hamborg - 30. oktober 1858 i København) fra Burgdorf i Hannover, datter af handskemager Johann Friedrich Daniel Bormann (ca. 1790-1846) og Cathrine Friederike Henriette van Oel (1792-1860). På sin rejse havde han arbejdet hos hendes fader.
De begyndte med tomme hænder, men med trøstigt mod, og Guds velsignelse fulgte dem. Den fattige skræddersøn arbejdede sin forretning op til den betydeligste i sin art her i landet. 1848 købte han en egen gård for at få plads til sine stadig voksende værksteder, og 1859 anlagde han et garveri i Viborg, men det største opsving skriver sig fra den af ham i 1863 anskaffede tilskæremaskine, ved hvis hjælp han kom til at tilskære ikke alene de handsker, han selv tilvirkede, men – efter nogen modstand – alle Københavns handskemageres handsker, hvorved disse, til hvilke han også farvede alle skindene, blev et så ensartet produkt, at de skaffede Danmark en stor handskeudførsel, navnlig til England. Larsen havde i 1875 en bruttoomsætning på omkring 412.000 kr., og han nåede til at beskæftige omkring 800 syersker. På en række udstillinger (Stockholm 1866, verdensudstillingen i Paris 1867, den nordiske udstilling i København 1872, verdensudstillingen i Wien 1873 og i Paris 1878) blev hans fabrikat prisbelønnet.

## Tillidshverv
Han var en anset fagmand, og det er derfor naturligt, at han 1870-78 var formand for de københavnske handskemageres forening. Men han var agtet og anset ud over fagkredsen. Fra 1858 til 1867 var han borgerrepræsentant, og af særlig betydning er hans stilling i den grundtvigske menighed. Hans hjem var næsten som menighedens samlingssted, og han var på alle måder virksom i den: for dens frie fattigpleje, for dens bestræbelser for fri skolegerning osv. Og han stod ikke her som den, der fulgte strømmen, men som den selvstændige mand med egen mening, hvad han bl.a. viste i politisk henseende; han var og blev højremand.

## Filantropi
Ved sit testamente oprettede han en fribolig til gavn for sine arbejdere, hvad der dog kun er et enkelt af hans gavmildheds mange udslag. I hans hus boede således i mange år Christian Winthers tidligere forlovede Sophie Hansen (1812-1900). Han døde 26. december 1881. Under firmanavnet N.F. Larsens Sønner, der fik prædikatet Hof-Handskefabrik, fortsattes virksomheden af Larsens sønner og omdannedes 1897 til et aktieselskab.
Hans ovennævnte første hustru døde 30. oktober 1858, og han giftede sig derefter 19. august 1859 i Borbjerg Kirke med Ida Vilhelmine Storm (29. marts 1813 i København - 26. maj 1900), datter af kaptajn, senere major Hans Tvede Storm (1769-1826) og Francisca Margrethe født Hjersing (1778-1858). 
Han er begravet på Assistens Kirkegård, hvor der findes et relief på gravstenen.

## Gengivelser
Han er gengivet i en buste af Otto Evens 1882, et litografi af Lars Andreas Kornerup 1859, xylografier 1878 efter fotografi og 1882 af H.P. Hansen. Der findes fotografier 1863 af Søffren Degen/Thora Hallager og af Christian Neuhaus (Det Kongelige Bibliotek).